# Desmodium schusteri
Desmodium schusteri är en ärtväxtart som först beskrevs av Anton Karl Schindler, och fick sitt nu gällande namn av Paul Carpenter Standley. Desmodium schusteri ingår i släktet Desmodium och familjen ärtväxter. Inga underarter finns listade i Catalogue of Life.